# American Society of Botanical Artists
De American Society of Botanical Artists (ASBA) is een Amerikaanse vereniging die zich richt op de promotie van contemporaine botanische kunst. De ASBA richt zich op wetenschappelijke illustraties en realistische tekeningen en schilderijen van botanische onderwerpen. In 1995 organiseerde de vereniging haar eerste bijeenkomst. 
Lidmaatschap van de organisatie staat open voor alle kunstenaars en anderen die zijn geïnteresseerd in botanische kunst. Jaarlijks lidmaatschap is wereldwijd opengesteld voor individuen en instituten. The Botanical Artist is het tijdschrift van de ASBA. Het verschijnt elk kwartaal en bericht onder meer over technieken, discussies door en voor de leden en de aankondigingen van tentoonstellingen en workshops. Het tijdschrift is geïllustreerd met kleurenillustraties. 
De vereniging ondersteunt tentoonstellingen, educatie, informatie en literatuur om te informeren over botanische kunst. Elk jaar wordt er een conferentie georganiseerd.  

## Aangesloten instituten
Diverse instituten zijn aangesloten bij de American Society of Botanical Artists, waaronder:
- Arizona-Sonora Desert Museum
- Brooklyn Botanic Garden
- Denver Botanic Gardens
- Desert Botanical Garden
- Missouri Botanical Garden
- Morton Arboretum
- New York Botanical Garden
- Lindley Library
- San Francisco Botanical Garden